# Teresa Trovão Murad
 Maria Teresa Trovão Murad (São Luís, 15 de fevereiro de 1956) é uma empresária e política brasileira. Filiada ao União Brasil (UNIÃO), foi prefeita de Coroatá por dois mandatos e deputada estadual do Maranhão.

## Carreira política
Começou a carreira política ao ser eleita vice-prefeita de Coroatá pelo PFL em 1992. Diplomada prefeita, assumiu a prefeitura de Coroatá pela primeira vez, já que Ricardo Murad não renunciou ao mandato de deputado federal. 
Nas eleições de 1996, então no PSDB, consegue eleger Rômulo Augusto Trovão (PPB) seu sucessor na prefeitura de Coroatá. 
Foi eleita deputada estadual pelo PDT em 1998, sendo reeleita em 2002 pelo PSB. 
Depois da breve passagem ao PSB, Teresa Murad ingressou no MDB em 2005. Neste partido, perdeu novas eleições para prefeita de Coroatá em 2008 e 2016.
Por outro lado, foi eleita prefeita de Coroatá em 2012.